# 道の駅林林館
道の駅林林館（みちのえき りんりんかん）は、宮城県登米市にある国道346号の道の駅。2003年（平成15年）8月8日に道の駅に登録された。

## 施設
- 駐車場
  - 普通車：82台
  - 大型車：8台
  - 身障者用：4台
- トイレ
  - 男：大 3器（1器）、小 6器（3器）
  - 女：7器（3器）
  - 身障者用：2器（1器）

※（）内は、24時間利用可能
- 公衆電話：1台
- 林林館森の茶屋
  - 農産物直売所（9:00 - 19:00）
  - 展示販売コーナー（9:00 - 19:00）
  - レストラン（10:00 - 19:00）
  - 立食コーナー（8:00 - 16:30）
  - 地域情報提供コーナー
- 林林館本館（10:00 - 15:30）
  - 体験コーナー
  - 地域工芸品展示販売

## 休館日
- 林林館森の茶屋：年末年始
- 林林館本館：年末年始、木曜日

## アクセス
- 国道346号 - 登録路線
  - 宮城県道202号東和登米線

## 周辺
- 宮城県道233号馬籠東和線
- 登米市立東和中学校